# Hendrik Burger
Hendrik Burger (Delft, 15 november 1864 - Amsterdam, 3 december 1957) was een Nederlands KNO-arts en -chirurg. Hij was tevens hoogleraar aan de Universiteit van Amsterdam en redacteur van het Nederlands Tijdschrift voor Geneeskunde.

## Familie
Hij was zoon van hoogleraar Combertus Pieter Burger (hoogleraar Polytechnische School Delft en directeur HBS in Leeuwarden) en Maria Agnes Haasloop Werner. Hijzelf was getrouwd met Gesina Maria Pleijte (1865-1940). Dochter Maria Bertha Louise Burger huwde met KNO-arts Johannes Bijtel, leerling van en chef de clinique bij haar vader. Dochter Catharina Margaretha Burger werd directrice van een middelbare school voor meisjes in Haarlem. Dochter Wilhelmina Louise Petronella Burger was directrice van een huishoudschool. Hendrik Burger is neef van wiskundige Dionijs Burger (via broer Combertus Pieter Burger en Alida Baudina Suringar).  

## Leven
Hij doorliep de Hogere Burgerschool in Leeuwarden alvorens hij geneeskunde begon te studeren aan de Universiteit van Leiden, maar gezien zijn “lage” basisopleiding moest hij zijn academische promotie elders halen. Hij studeerde bijvoorbeeld in Berlijn en Wenen en promoveerde cum laude aan de Universiteit van Freiburg richting KNO.
In hetzelfde jaar ging hij als assistent werken aan het Binnengasthuis, uiteraard op de afdeling KNO. In 1892 werd hij specialist op het gebied van otolaryngologie en werd daarin ook privaatdocent. Van uit die tijd dateren zijn eerste artikelen over dat vakgebied voor het Nederlands Tijdschrift voor Geneeskunde. Hij werd spoedig de opvolger van P.K. Pel, hoofd van de gemeentelijke polikliniek voor keelziekten. Burger koos in de strijd voor vrouwelijke artsen/chirurgen de behoudende kant (zij zouden de typisch manlijke ziekten niet goed kunnen behandelen), maar moest het afleggen tegen medici als Aletta Jacobs. Burger, meer onderzoeker dan arts, werd in 1905 benoemd tot buitengewoon hoogleraar KNO-heelkunde aan de Universiteit van Amsterdam en kreeg ook de eerste specialistische kliniek voor KNO, geschikt voor circa 20 patiënten met operatiekamer in het Binnengasthuis.  Het Binnengasthuis verhuisde in gedeelten naar het Wilhelminagasthuis, dat in de jaren 20 de status van academisch ziekenhuis kreeg. Burger werd er gewoon hoogleraar.
Hij kreeg met zijn kliniek internationale bekendheid in de behandeling van de ziekten en opleiding van artsen. Burger stimuleerde dat zelf door secretaris-penningmeester te worden van Nederlandse KNO-verenigingen. De behandeling trok steeds meer patiënten aan; er kwamen zestig bedden voor jaarlijks 4000 patiënten en Burger moest en mocht uitbreiden. In 1935 ging hij met pensioen.
Burger was bijzonder geïnteresseerd in doof- en slechthorendheid bij kinderen; deze werden in zijn begintijd vaak aan hun lot overgelaten. Burger richtte voor hun opleiding in 1910 een school speciaal voor hen op (Vereniging voor Doofstommenonderwijs in Amsterdam), in 1914 kwam er een de School voor Slechthorenden, waarvan hij president werd (na zijn pensionering kreeg de school zijn naam).
Tussen 1904 en 1914 was hij redacteur-gérant van NTvG, waarbij hij lette op taalpurisme. 
Naast deze werkzaamheden gaf hij in binnen- en buitenland gastcolleges en raakte zodoende in contact met gelijkgestemde artsen. Hij werd diverse keren onderscheiden, ook in binnen- en buitenland. Voorts bekleedde hij allerlei functies binnen de (opleiding tot) geneeskunde; hij was bijvoorbeeld drie jaar voorzitter bij Nederlandse Maatschappij tot bevordering der Geneeskunde (NMG) en was een jaar (1927-1918) rector magnificus en kreeg een eredoctoraat aan de Universiteit van Stockholm. Hij was lid van de Fryske Akademy.
Beverwijk kent een Hendrik Burgerstraat, die is echter vernoemd naar de plaatselijk bloembollenkweker en –handelaar Hendrik Burger (1843-1932).
Publicaties:
- meer dan 400 artikelen in het NTvG, met “oorspronkelijke stukken”, “hoofdartikelen” die regelmatig tot discussie leidden
- 1918: Leerboek der ziekten van ooren, neus, mond, keel en slokdarm (eerste druk 1918 met diverse herdrukken)
- 1927: Vlugschrift Het Nederlandsche Schaap, verhandeling over het streven naar Groot-Nederland (Nederland, Vlaanderen en Zuid-Afrika); hij was voorzitter van de Dietsche Bond
- 1944: Avondrood, een verzameling Stadfriese, Amelander en Bildtse teksten
- 1949: Leeuwarder jeugdherinneringen (over zijn jeugd)